# Olympische Sommerspiele 1996/Teilnehmer (Simbabwe)
| Gelbes Symbol für Goldmedaillen mit stilisierten Olympischen Ringen | Graues Symbol für Silbermedaillen mit stilisierten Olympischen Ringen | Braundes Symbol für Bronzemedaillen mit stilisierten Olympischen Ringen |
| ------------------------------------------------------------------- | --------------------------------------------------------------------- | ----------------------------------------------------------------------- |
| —                                                                   | —                                                                     | —                                                                       |

Simbabwe nahm an den Olympischen Sommerspielen 1996 in Atlanta, USA, mit einer Delegation von 13 Sportlern (zwölf Männer und eine Frau) teil.

## Teilnehmer nach Sportarten

### Boxen
- Arson Mapfumo
Fliegengewicht: 17. Platz
- Alexander Kwangwari
Halbmittelgewicht: 17. Platz

### Leichtathletik
- Tawanda Chiwira
400 Meter: Viertelfinale
4 × 400 Meter: Vorläufe
- Savieri Ngidhi
800 Meter: Halbfinale
4 × 400 Meter: Vorläufe
- Tendai Chimusasa
Marathon: 13. Platz
- Ken Harnden
400 Meter Hürden: Halbfinale
4 × 400 Meter: Vorläufe
- Julius Masvanise
400 Meter Hürden: Viertelfinale
4 × 400 Meter: Vorläufe
- Ndabezinhle Mdhlongwa
Dreisprung: 42. Platz in der Qualifikation

### Radsport
- Timothy Jones
Straßenrennen: DNF

### Schwimmen
- Teresa Moodie
Frauen, 50 Meter Freistil: 43. Platz
Frauen, 100 Meter Freistil: 38. Platz
Frauen, 200 Meter Freistil: 40. Platz

### Tennis
- Byron Black
Einzel: 17. Platz
Doppel: 9. Platz
- Wayne Black
Einzel: 17. Platz
Doppel: 9. Platz

### Wasserspringen
- Evan Stewart
Kunstspringen: 13. Platz